# 馬丁·多赫蒂-休斯
馬丁·多赫蒂-休斯（英語：Martin John Docherty-Hughes，1971年1月21日—），生於蘇格蘭西部城鎮克萊德班克，英國政治人物，黨籍為蘇格蘭民族黨。2015年英國大選，於西鄧巴頓郡選區勝出，現為英國下議院議員。

## 谴责中国政府
2020年9月8日在工党希柏恩·麦克唐纳的协调下，与包括英国保守党外交事务委员会主席托马斯·图根达特、自由民主党领袖爱德·戴维，以及英国绿党、苏格兰民族党和威尔士党在内的130多名议员给中国驻英大使刘晓明写信，联名谴责中国政府针对新疆维吾尔穆斯林的行为。